# جون كيس (فنان)
جونثان كيس-ليف (بالعبرية: יהונתן כיס-לב‏) (ولد عام 1985) هو رسام وممثل سابق إسرائيلي، اكتسب شهرة في إسرائيل بفضل لوحاته الفنية الفطرية والتي أصبحت جزءًا من مجموعات فنية مهمة، بما فيها المجموعة الفنية لبنك لئومي، وهو واحد من أكبر المصارف الإسرائيلية. كما يترأس كيس-ليف الرابطة الإسرائيلية للشباب الناطقين بالإسبرانتو.

## المعارض الفردية
2012 The Abstract With a Touch of Reality، برعاية: جوديث باينر، غالري غريفين، بوكا راتون، الولايات المتحدة الأمريكية
2011 Of Gold، برعاية: شيران شافير بوخفالد، غالري آرت آند سول، القدس، إسرائيل
2010 Naharia My Love، برعاية: لي ريمون، غالري ذا إيدج، نهاريا، إسرائيل
2010 Portraits of an Eternal Land، برعاية: جوديث باينر، غالري غريفين، بوكا راتون، الولايات المتحدة الأمريكية
2009 جونثان كيس-ليف، برعاية: شيران شافير بوخفالد، غالري شوراشيم – البنك الدولي، القدس، إسرائيل
2007 Beginnings: Neve Zedek and Jaffa، تريد توار غالري، تل أبيب، إسرائيل

## المعارض الجماعية
2012 Israeli Naïve Art، برعاية: يفعات رايس ودان تشيل، غالري غينا للفن الفطري الدولي، تل أبيب، إسرائيل
2012 Secret Exhibition، برعاية: إيستي دروري ودورون بولاك، بنك لئومي، تل أبيب، إسرائيل
2011 Abstract Thoughts، دورون بولاك، زوا غالري، تل أبيب، إسرائيل
2009 B-Sides، برعاية: عنبال روه، غالري زافتا، تل أبيب، إسرائيل
2009 Home، برعاية: روتم ريتوف، غالري أبارت آرت، تل أبيب، إسرائيل
2009 Secret Exhibition، برعاية: إيستي دروري ودورون بولاك، بنك لئومي، تل أبيب، إسرائيل

## معرض صور

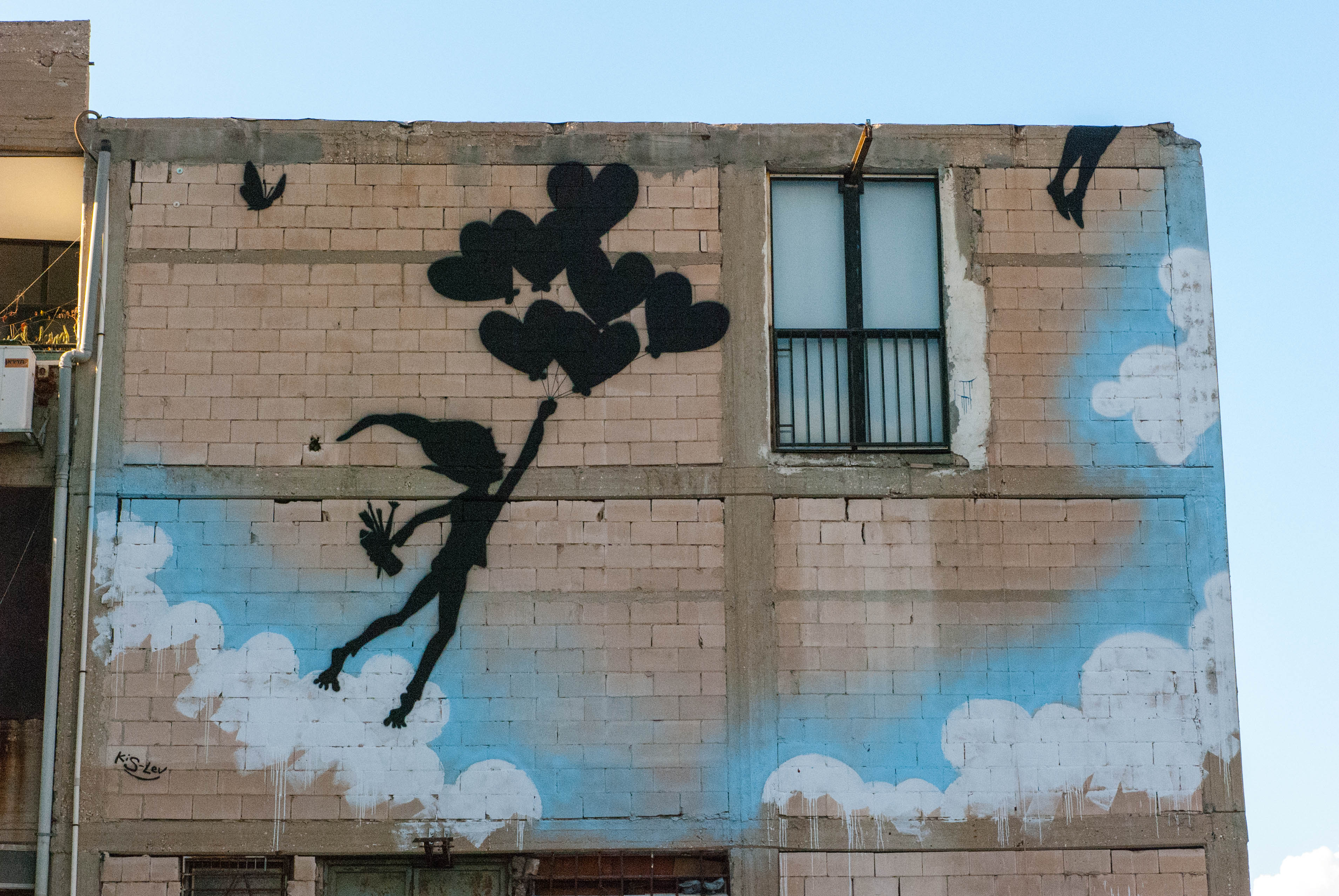
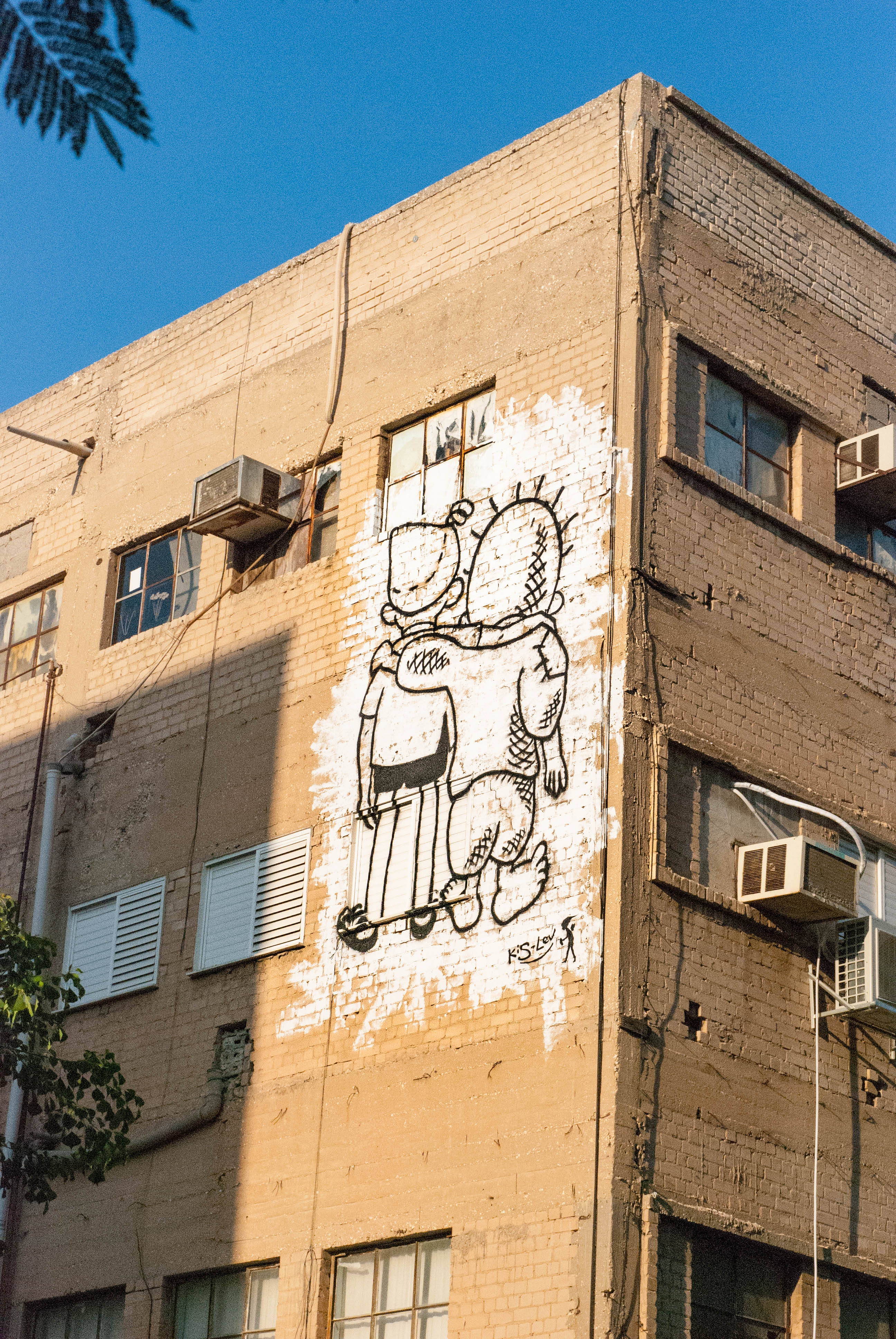
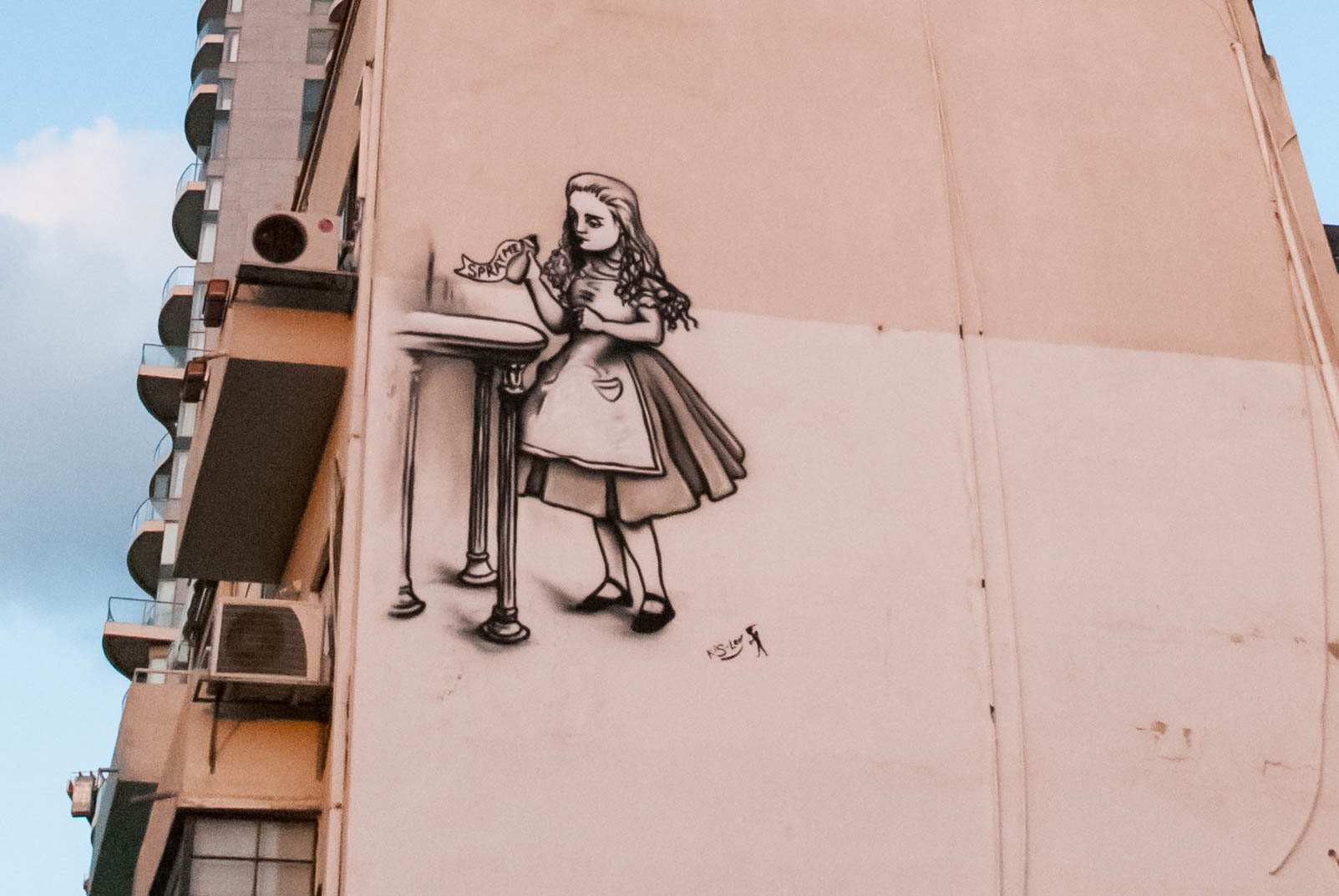
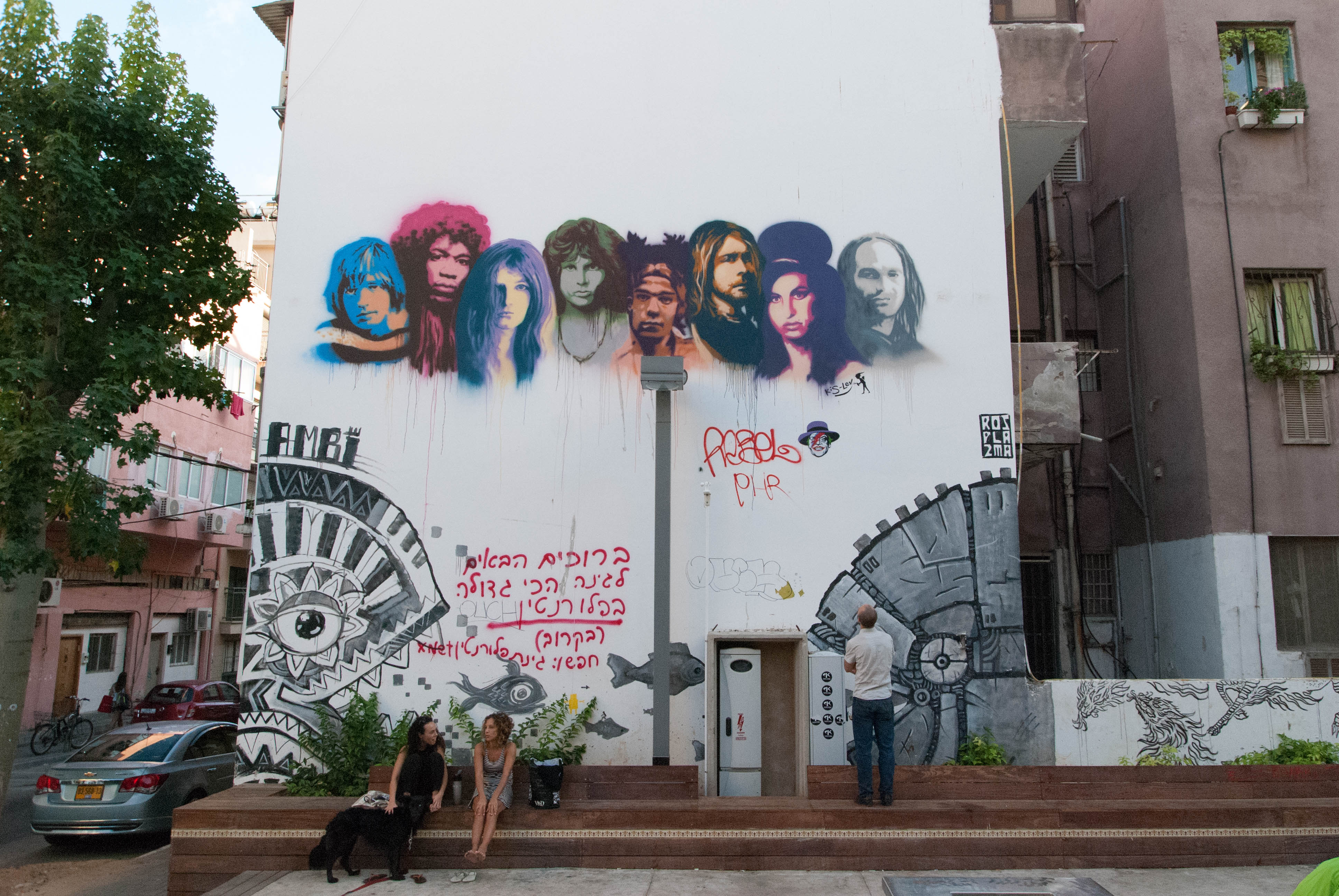
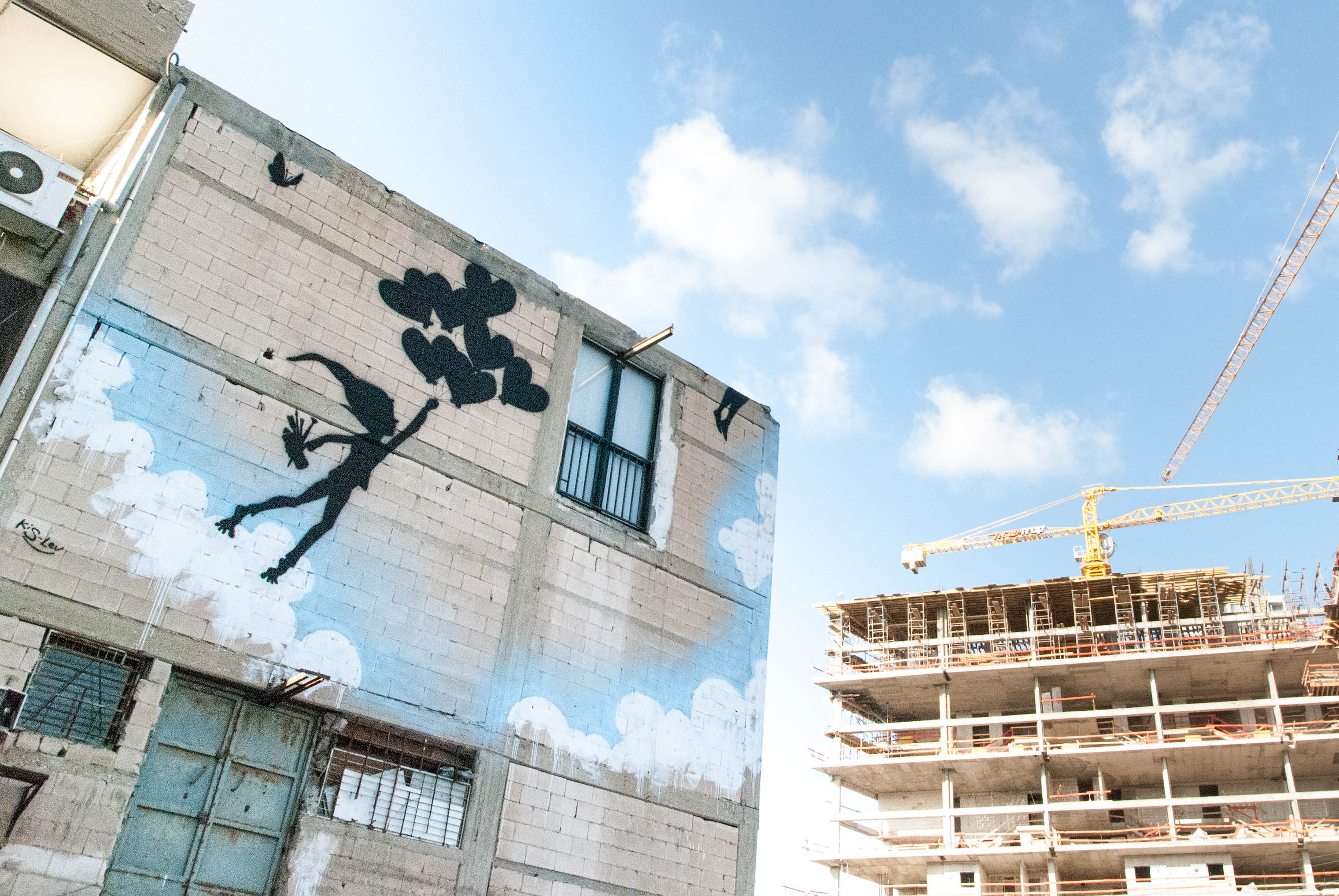
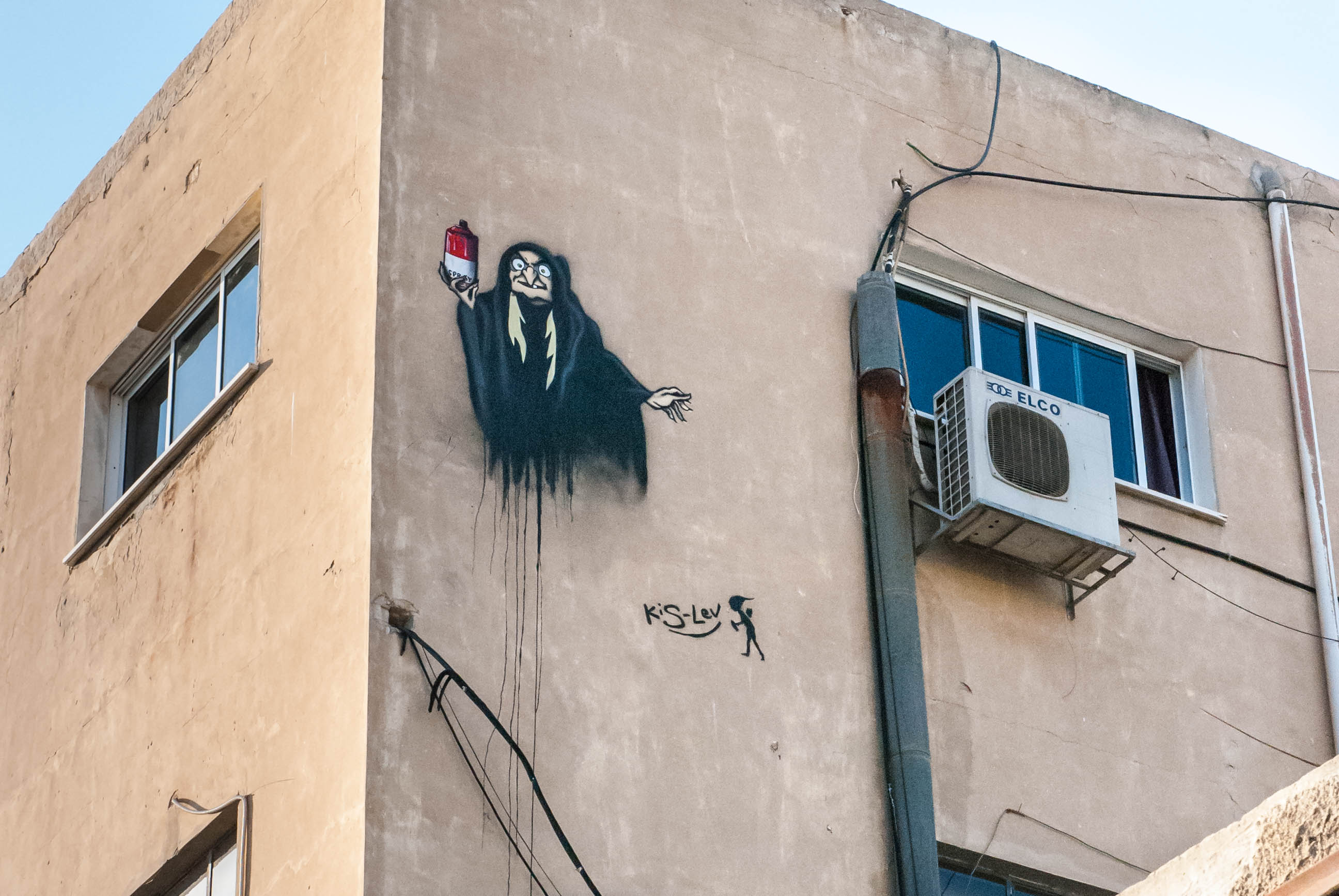

### وصلات خارجية
- جونثان كيس-ليف على موقع IMDb (الإنجليزية)